# Дорзоламид
 Дорзоламид  (торговое название Трусопт) — лекарственное средство, антиглаукомный агент, снижающий секрецию внутриглазной жидкости. Он применяется в виде 2 % глазных капель. Является ингибитором карбоангидразы.

## История
Препарат разработан «Мерк и Ко» и выведен на рынок в 1995 году, чтобы обойти системные побочные эффекты ацетазоламида, который предписывалось принимать перорально.

## Использование
Дорзоламида гидрохлорид используется для снижения повышенного внутриглазного давления при открытоугольной глаукоме и глазной гипертензии.

## Фармакодинамика
Обеспечивает снижение ВГД примерно на 20 %.

## Побочные эффекты
Острая глазная боль, жжение, зуд и горький вкус. Может быть причиной уменьшения объема передней камеры и приводить к транзиторной близорукости.